# Oberflächenfaszie
Die Oberflächenfaszie (Fascia superficialis) ist eine Bindegewebshülle (Faszie), die zwischen der Unterhaut und der Skelettmuskulatur nahezu den gesamten Körper umgibt. Sie beginnt am Jochbogen und endet an den Hand- und Fußgelenken. Sie ist regional unterschiedlich stark ausgebildet, am kräftigsten im unteren Körperbereich und am Rücken. Die Oberflächenfaszie ist für die Stabilität der Haut und für den Bluttransport in den oberflächlichen Venen und Lymphgefäßen von großer Bedeutung. An einigen Körperstellen liegt der Oberflächenfaszie außen Muskulatur an, die Hautmuskeln.
Die Oberflächenfaszie wird regional unterschiedlich bezeichnet, die angrenzenden Abschnitte besitzen aber keine sichtbare Grenze.
- Kopf:[2]
  - Galea aponeurotica
  - Schläfenfaszie (Fascia temporalis)
  - Fascia masseterica
- Hals: Fascia colli superficialis[3]
- Rumpf (Fascia trunci superficialis):[4]
  - Rückenfaszie (Fascia thoracolumbalis)
  - oberflächliche Bauchfaszie (Fascia abdominis superficialis)
  - Fascia spermatica externa
  - äußere Brustfaszie (Fascia thoracica externa)
- Obere Extremität[5]
  - Achselfaszie (Fascia axillaris)
  - Fascia clavipectoralis
  - Oberarmfaszie (Fascia brachii)
  - Unterarmfaszie (Fascia antebrachii)
- Untere Extremität
  - Fascia lata
  - Kniefaszie (Fascia genus)
  - Unterschenkelfaszie Fascia cruris